# Yoann Wachter
Yoann Wachter (Courbevoie, 7 aprile 1992) è un calciatore gabonese, difensore del St-Pryvé St-Hilarie e della nazionale gabonese.

## Carriera

### Club

#### Inizi e Lorient
Nato a Courbevoie, inizia a giocare nelle giovanili del Clermont Foot, dove rimane fino al 2009. In seguito gioca per due anni nello Strasburgo 2, seconda squadra dello Strasburgo. A 19 anni, nel 2011 passa al Lorient 2, squadra filiale del Lorient militante nello Championnat de France amateur, quarta serie francese. Debutta il 28 agosto 2011 in campionato nella sconfitta casalinga per 1-0 contro l'Avranches. L'esordio in prima squadra avviene il 4 gennaio 2014 nel 1º turno di Coppa di Francia sul campo dell'Yzeure, sfida persa 1-0 nella quale entra all' 80'. Il 10 agosto 2014, alla prima di Ligue 1 esordisce in campionato, nella vittoria per 2-1 in trasferta contro il Monaco. Nell'estate 2015 va via dal Lorient dopo aver ottenuto 12 presenze in prima squadra e 80 con la seconda, con la quale ottiene una retrocessione dallo Championnat de France amateur allo Championnat de France amateur 2 nel 2012-2013 e una promozione la stagione successiva.

#### Prestito al Sedan
Si trasferisce in prestito al Sedan, nello Championnat National, terza serie, giocando la prima partita il 14 agosto 2015, perdendo 2-0 sul campo del Luçon in campionato.

### Nazionale
Nel 2016 opta per la Nazionale del Gabon esordendo il 15 novembre 2016 in un'amichevole in Tunisia, a Tunisi contro le Comore pareggiata 1-1. Nel 2017 viene convocato per la Coppa d'Africa in Gabon.

## Statistiche

### Presenze e reti nei club
Statistiche aggiornate al 17 marzo 2017.
| Stagione         | Squadra          | Campionato       | Campionato | Campionato | Coppe nazionali | Coppe nazionali | Coppe nazionali | Coppe continentali | Coppe continentali | Coppe continentali | Altre coppe | Altre coppe | Altre coppe | Totale | Totale | Totale |
| Stagione         | Squadra          | Comp             | Pres       | Reti       | Comp            | Pres            | Reti            | Comp               | Pres               | Reti               | Comp        | Pres        | Reti        | Pres   | Reti   |        |
| ---------------- | ---------------- | ---------------- | ---------- | ---------- | --------------- | --------------- | --------------- | ------------------ | ------------------ | ------------------ | ----------- | ----------- | ----------- | ------ | ------ | ------ |
| 2011-2012        | Lorient 2        | CFA              | 26         | 0          | -               | -               | -               | -                  | -                  | -                  | -           | -           | -           | 26     | 0      |        |
| 2012-2013        | Lorient 2        | CFA              | 25         | 0          | -               | -               | -               | -                  | -                  | -                  | -           | -           | -           | 25     | 0      |        |
| 2013-2014        | Lorient 2        | CFA2             | 20         | 0          | -               | -               | -               | -                  | -                  | -                  | -           | -           | -           | 20     | 0      |        |
| 2013-2014        | Lorient          | L1               | 0          | 0          | CdF+CdL         | 1+0             | 0+0             | -                  | -                  | -                  | -           | -           | -           | 1      | 0      |        |
| 2014-2015        | Lorient 2        | CFA              | 9          | 0          | -               | -               | -               | -                  | -                  | -                  | -           | -           | -           | 9      | 0      |        |
| Totale Lorient 2 | Totale Lorient 2 | Totale Lorient 2 | 80         | 0          | -               | -               | -               | -                  | -                  | -                  | -           | -           | -           | 80     | 0      |        |
| 2014-2015        | Lorient          | L1               | 8          | 0          | CdF+CdL         | 1+2             | 0+0             | -                  | -                  | -                  | -           | -           | -           | 11     | 0      |        |
| Totale Lorient   | Totale Lorient   | Totale Lorient   | 8          | 0          | -               | 4               | 0               | -                  | -                  | -                  | -           | -           | -           | 12     | 0      |        |
| 2015-2016        | Sedan            | CN               | 22         | 0          | CdF             | 3               | 0               | -                  | -                  | -                  | -           | -           | -           | 25     | 0      |        |
| 2016-2017        | Sedan            | CN               | 22         | 0          | CdF             | 1               | 0               | -                  | -                  | -                  | -           | -           | -           | 17     | 0      |        |
| Totale Sedan     | Totale Sedan     | Totale Sedan     | 44         | 0          | -               | 4               | 0               | -                  | -                  | -                  | -           | -           | -           | 48     | 0      |        |
| Totale carriera  | Totale carriera  | Totale carriera  | 132        | 0          | -               | 8               | 0               | -                  | -                  | -                  | -           | -           | -           | 140    | 0      |        |

### Cronologia presenze e reti in nazionale
| Cronologia completa delle presenze e delle reti in nazionale ― Gabon | Cronologia completa delle presenze e delle reti in nazionale ― Gabon | Cronologia completa delle presenze e delle reti in nazionale ― Gabon | Cronologia completa delle presenze e delle reti in nazionale ― Gabon | Cronologia completa delle presenze e delle reti in nazionale ― Gabon | Cronologia completa delle presenze e delle reti in nazionale ― Gabon | Cronologia completa delle presenze e delle reti in nazionale ― Gabon | Cronologia completa delle presenze e delle reti in nazionale ― Gabon |
| Data                                                                 | Città                                                                | In casa                                                              | Risultato                                                            | Ospiti                                                               | Competizione                                                         | Reti                                                                 | Note                                                                 |
| -------------------------------------------------------------------- | -------------------------------------------------------------------- | -------------------------------------------------------------------- | -------------------------------------------------------------------- | -------------------------------------------------------------------- | -------------------------------------------------------------------- | -------------------------------------------------------------------- | -------------------------------------------------------------------- |
| 15-11-2016                                                           | Tunisi                                                               | Gabon                                                                | 1 – 1                                                                | Comore                                                               | Amichevole                                                           | -                                                                    |                                                                      |
| 22-1-2017                                                            | Libreville                                                           | Gabon                                                                | 0 – 0                                                                | Camerun                                                              | Coppa d'Africa 2017 - 1º turno                                       | -                                                                    | 57’                                                                  |
| 4-6-2017                                                             | Libreville                                                           | Gabon                                                                | 0 – 0                                                                | Zambia                                                               | Amichevole                                                           | -                                                                    | 69’                                                                  |
| 10-6-2017                                                            | Bamako                                                               | Mali                                                                 | 2 – 1                                                                | Gabon                                                                | Qual. Coppa d'Africa 2019                                            | -                                                                    |                                                                      |
| 5-9-2017                                                             | Bouaké                                                               | Costa d'Avorio                                                       | 1 – 2                                                                | Gabon                                                                | Qual. Mondiali 2018                                                  | -                                                                    | 46’                                                                  |
| 7-10-2017                                                            | Casablanca                                                           | Marocco                                                              | 3 – 0                                                                | Gabon                                                                | Qual. Mondiali 2018                                                  | -                                                                    | 43’                                                                  |
| 22-3-2018                                                            | Bangkok                                                              | Thailandia                                                           | 0 – 0 dts (4 – 2 dtr)                                                | Gabon                                                                | Amichevole                                                           | -                                                                    | 83’                                                                  |
| 11-10-2020                                                           | Lisbona                                                              | Gabon                                                                | 0 – 2                                                                | Benin                                                                | Amichevole                                                           | -                                                                    |                                                                      |
| 12-11-2020                                                           | Libreville                                                           | Gabon                                                                | 2 – 1                                                                | Gambia                                                               | Qual. Coppa d'Africa 2021                                            | -                                                                    | 16’ 45’                                                              |
| Totale                                                               |                                                                      | Presenze                                                             | 9                                                                    |                                                                      | Reti                                                                 | 0                                                                    |                                                                      |

## Palmarès

### Club
- Championnat de France amateur 2: 1

Lorient 2: 2013-2014 (Gruppo H)